# Gian Franco Reverberi
Gian Franco Reverberi, né le 12 décembre 1934 à Gênes où il meurt le 8 janvier 2024, est un compositeur et musicien italien qui a principalement  travaillé sur les bandes originales des musiques de westerns spaghetti.

## Biographie

### Carrière

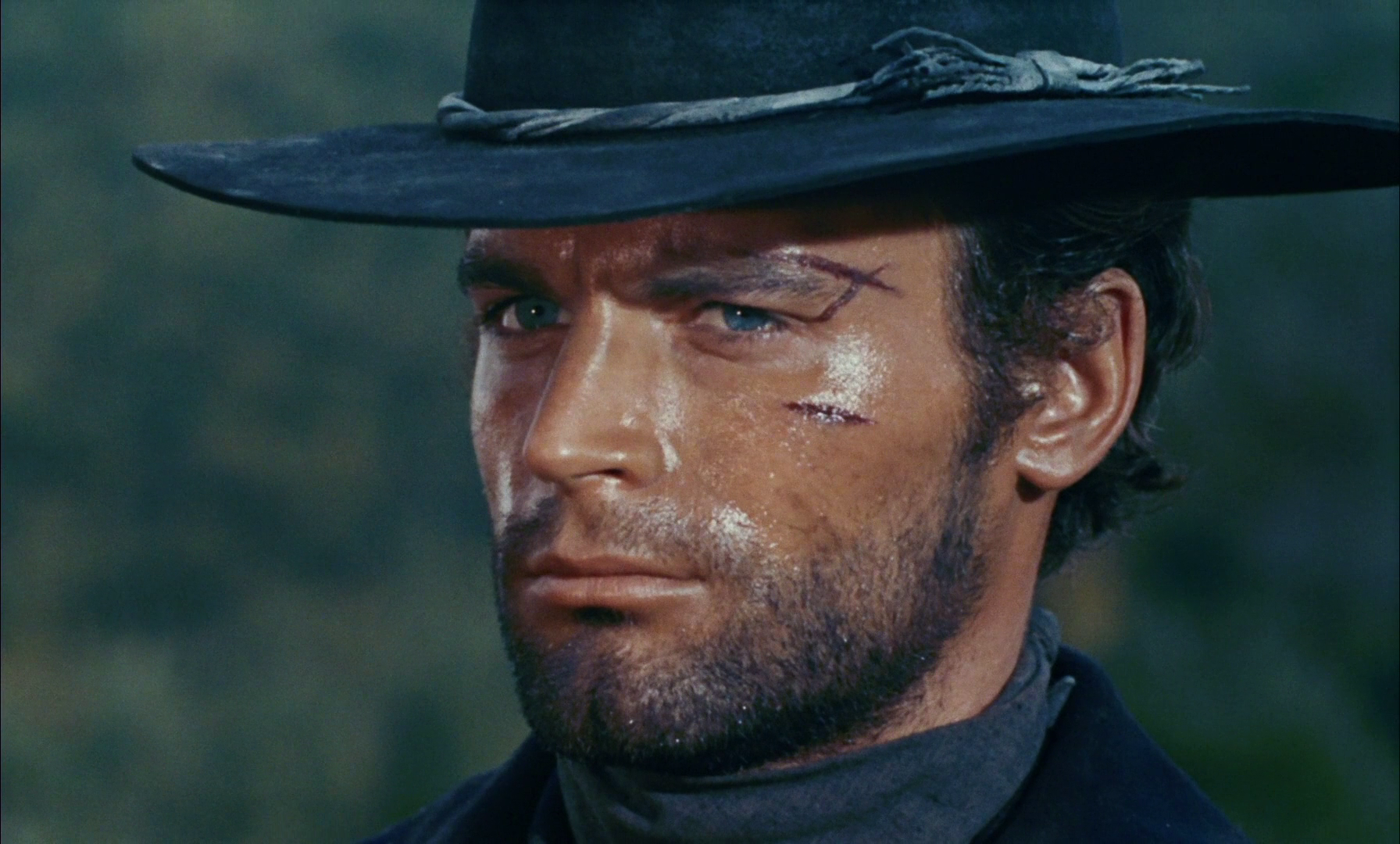
Exemple de western spaghetti : Django, Prépare ton cercueil ! – (Terence Hill dans le rôle de Django).

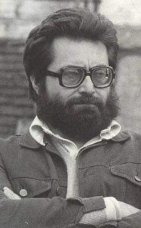
Son frère, Gian Piero Reverberi.

Gian Franco Reverberi est l'un des premiers artistes de musique rock italienne. Il travaille avec son frère Gian Piero Reverberi sur la chanson Nel Cimitero di Tucson de la bande originale de Django, prépare ton cercueil ! (1968) (Preparati la bara!). C'est l'une des nombreuses suites non officielles de Django, qui est à la base du hit  Crazy de Gnarls Barkley. Les deux frères sont crédités comme auteurs de la chanson.
Parmi ses autres musiques de films créditées figurent Soldati e capelloni (1967), Le tueur frappe trois fois (1968), Chimera (1968), Viva América! (1969), Vénus en fourrure (1969), La ragazza del prete (1970), La Vengeance du Sicilien (1972) et La Flic à la police des mœurs (1979). Il a également collaboré avec Enzo Jannacci, Giorgio Gaber et Sergio Bardotti avec lequel il a écrit la musique de chansons de Lucio Dalla.

### Vie privée
Gian Franco Reverberi est mort à Gênes le 8 janvier 2024 à l'âge de 89 ans.